# Белогорилка
Белогоре́лка (укр. Білогорілка) — село,
Белогорильский сельский совет,
Лохвицкий район,
Полтавская область,
Украина.
Код КОАТУУ — 5322680701. Население по переписи 2001 года составляло 517 человек.
Является административным центром Белогорельского сельского совета, в который, кроме того, входят сёла
Воля и
Ручки.

## Географическое положение
Село Белогорелка находится на правом берегу реки Сула,
выше по течению на расстоянии в 6 км расположено село Гудымы,
ниже по течению на расстоянии в 1,5 км расположено село Ручки,
на противоположном берегу — село Голенка (Роменский район).
Река в этом месте извилистая, образует лиманы, старицы и заболоченные озёра.

## История
- 1721 — дата основания.
- По переписи 1910 года в селе 327 дворов и 2060 жителей.

## Экономика
- Молочно-товарная и птице-товарная фермы.
- ЧП АФ «ВОЛЯ».

## Объекты социальной сферы
- Школа.
- Дом культуры.